# Pannoniasaurus
Pannoniasaurus ist eine Gattung der Schuppenkriechtiere (Squamata) aus der ausgestorbenen Gruppe der Mosasauroidea. Die einzige bekannte Art der bislang monotypischen Gattung ist Pannoniasaurus inexpectatus aus dem Santonium (vor ca. 86,3 bis 83,6 Millionen Jahren) von Ungarn. Pannoniasaurus inexpectatus gilt als der erste gesicherte Beleg für einen Vertreter der Mosasauroidea, der ausschließlich im Süßwasser lebte.

## Etymologie und Forschungsgeschichte
Der Gattungsname leitet sich ab vom Namen der römischen Provinz Pannonia aus deren ehemaligem Gebiet die Funde stammen, und dem latinisierten altgriechischen Wort σαῦρος sauros – „Eidechse“, „Salamander“. Der Artzusatz „inexpectatus“ (lat. „der Unerwartete“) bezieht sich auf das unerwartete Auftreten eines Mosasauriers in einem Süßwasserhabitat.
Bereits im Jahr 2000 wurde auf einer Bergehalde des Ajkaer Kohlereviers der Rückenwirbel (MTM V.2000.21.) einer großen Schuppenechse gefunden. Der Fund konnte den tieferen Anteilen der Ajka-Kohle-Formation zugeordnet werden. Eine genauere paläontologische oder stratigraphische Zuordnung war jedoch nicht möglich und man hielt das Stück zunächst für den Wirbel eines Warans. Später folgten entsprechende Funde aus der annähernd zeitgleichen Csehbánya-Formation aus dem Iharkút-Bauxit-Tagebau im Komitat Veszprém.
Noch vor der Erstbeschreibung, wurden 2009 umfangreiche geochemische Analysen und Untersuchungen zur Sauerstoff-Isotypie des Fossilmaterials aus der Csehbánya-Formation veröffentlicht, die ein Süßwasserhabitat als Lebensraum von Pannoniasaurus bestätigten.
Die Erstbeschreibung erfolgte 2012 durch Makádi, Caldwell und Ősi. Gleichzeitig wurde Pannoniasaurus gemeinsam mit Yaguarasaurus, Tethysaurus (Typusgattung) und Russellosaurus in die neu aufgestellte Gruppe der Tethysaurinae innerhalb der Mosasauroidea aufgenommen.
2015 berichten Garcia et al. von einem ähnlichen Fund aus kontinentalen Ablagerungen des frühen Campaniums in Südfrankreich.  Die Autoren ordnen ihren Fund ebenfalls einem süßwasserbewohnenden Vertreter der Tethysaurinae zu. Eine weitergehende Zuordnung auf Gattungs- oder gar Artebene war aufgrund des Fossilmaterials jedoch nicht möglich. Pannoniasaurus inexpectatus gilt damit nach wie vor als erster unzweifelhafter Nachweis eines Vertreters der Mosasauroidea in einem Süßwasserhabitat.

## Fossilbeleg
Das Fundmaterial aus dem Bonebed der Csehbánya-Formation von Iharkút umfasst mehr als 100 Einzelknochen von mehreren Individuen unterschiedlicher Größe. Die Belegstücke werden am Ungarischen Naturwissenschaftlichen Museum (Magyar Természettudományi Múzeum – MTM) in Budapest aufbewahrt. Als Holotypus wurde ein einzelnes, rechtes Quadratum (MTM 2011.43.1.) festgelegt.

## Merkmale
Pannoniasaurus war mit einer Länge von bis zu 6 m ein mittelgroßer Vertreter der Mosasauroidea mit abgeflachtem, krokodilartigem Kopf. Paddelförmige Gliedmaßen sind wahrscheinlich, aber nicht durch entsprechende Fossilbefunde belegt. Für Gattung und Typusart werden folgende Autapomorphien aufgelistet:

### Schädelskelett

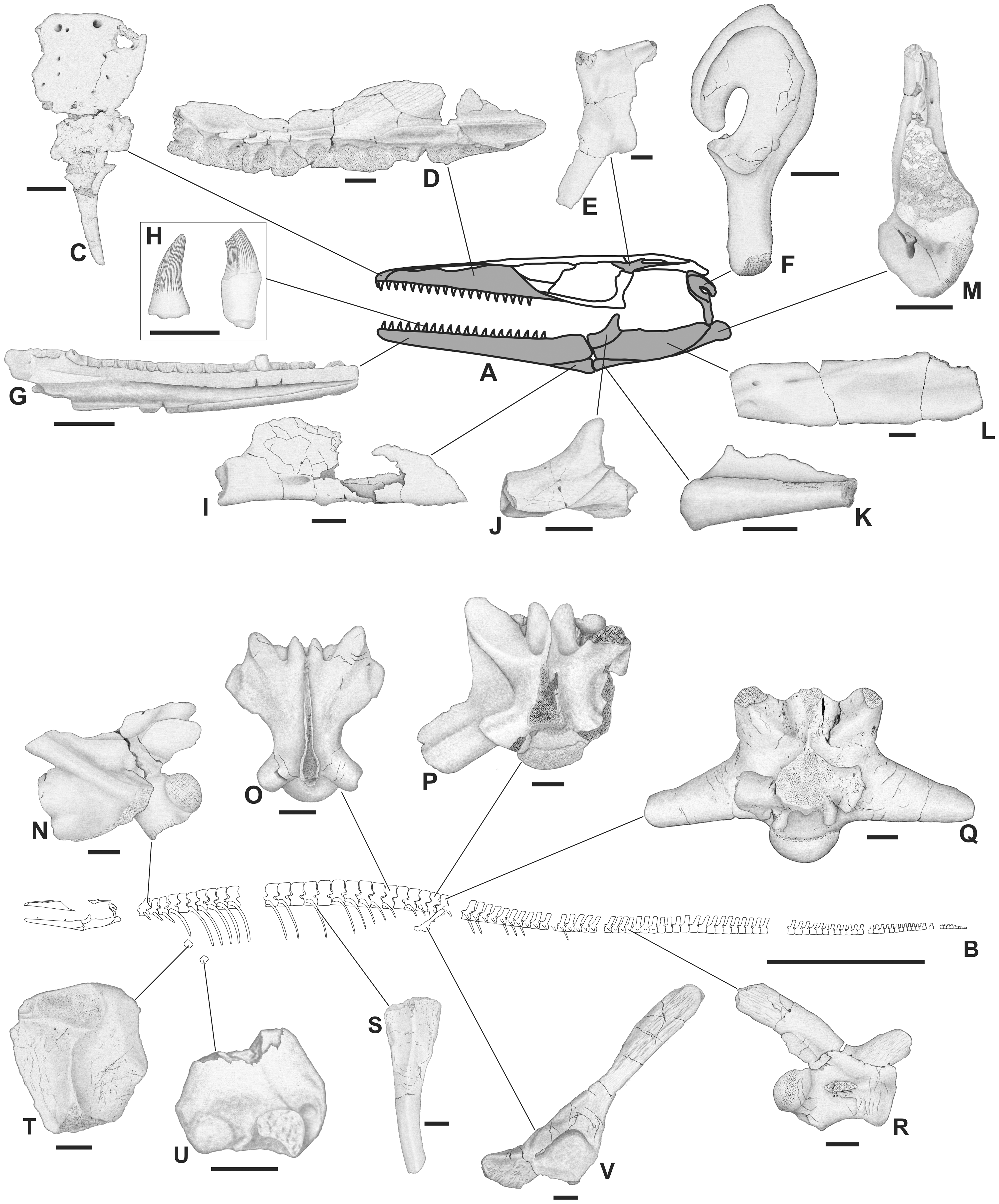
Schädel- (A) und Skelettrekonstruktion (B) von Pannoniasaurus inexpectatus; für jedes bekannte Skelettelement ist ein typisches Beispiel (C–V) beigefügt. (Länge des Maßstabsbalkens B: 1 m; C–V: 1 cm) Aus Makádi et al., 2012

Zur leichteren Verständlichkeit werden die Bezeichnungen der jeweiligen Teilabbildungen (C–M) in der Abbildung rechts in Klammer mit angeführt.
- Die Stapedialgrube (engl. „stapedial pit“) des Quadratums (F), also die Verbindungsstelle zum Stapes, weist ein Längen-Breiten-Verhältnis von 3:1 auf,
- Das Quadratum zeigt eine sattelförmige Gelenksverbindung zum Unterkiefer.
- Der langgestreckte, schmale Schaft des Quadratums liegt distal zum muschelförmigen Hauptkörper (engl. „conch“) und zum Infrastapedialfortsatz des Quadratums.
- Der flügelförmige Infrastapedialfortsatz des Quadratums ist groß und der Suprastapedialfortsatz ist langgestreckt mit einer medial abgeschrägten Spitze.
- Die Prämaxilla (C) ist dorsoventral abgeflacht, seitlich verbreitert und erinnert in Dorsalansicht in ihrem Umriss annähernd an die Form einer Violine.
- Das Coronoid (J), jener Einzelknochen im Unterkiefer von Reptilien dem der Kronenfortsatz (Processus coronoideus) am Unterkieferknochen der Säugetiere entspricht, trägt einen langen Dorsalfortsatz.
- Die Zähne (H) sind konisch und rückwärts nach innen (posterolingual) gekrümmt, mit wellenförmigen Längsrillen („Striae“), einer deutlichen, mesialen und einer weniger deutlich ausgeprägten, labiodistalen Schneidkante („Carina“).

### Postcraniales Skelett
- Die Hypapophysen, ventral („bauchseitig“) am Wirbelkörper gelegene Fortsätze, zeigen eine kreisrunde Gelenksfläche
- Die Halswirbel weisen seitlich an der Bauchseite („ventrolateral“) zwei kräftige Knochenkämme auf.
- Die einzelnen Wirbel von Pannoniasaurus sind, wie bei den meisten Reptilien, procoel, d. h. der Wirbelkörper weist anterior (am zum Kopf hin ausgerichteten Ende) eine Einbuchtung als Gelenkgrube auf; posterior, am zum Schwanz hin ausgerichteten Ende, hingegen eine Ausbuchtung als entsprechender Gelenkkopf. Letzterer ist bei allen Wirbeln, abgesehen von den Schwanzwirbeln, durch eine Einschnürung am Ansatz deutlich vom eigentlichen Wirbelkörper abgesetzt.
- Zwei abseits der Gelenkgrube („Cotyla“) an der Vorderseite (anterior) der Wirbel befindliche Öffnungen („Paracotylare Foramina“) fehlen bei Pannoniasaurus.
- Parazygosphenale Foramina, zwei ähnliche Öffnungen an der Hinterseite (posterior) der Wirbel, etwas abseits des Zygosphen-Zygantrum-Gelenks, sind ebenfalls nicht vorhanden.
- Die Rippenköpfe sind oval.

## Systematik
Makádi et al. (2012) vereinigen Pannoniasaurus mit Yaguarasaurus, Tethysaurus und Russellosaurus zur Klade der Tethysaurinae. Als Typusgattung wird Tethysaurus festgelegt. Die Systematische Stellung innerhalb der Mosasauroidea wird offen gelassen („incertae sedis“). Die Tethysaurinae selbst werden definiert als „der letzte gemeinsame Vorfahre von Pannoniasaurus inexpectatus und Russellosaurus coheni und alle seine Nachfahren.“ Das bedeutet, wie auch Madzia & Cau 2017 bemängeln, dass die Typusgattung der Tethysaurinae nicht in deren Definition enthalten ist und diese damit, streng genommen, nicht den Regeln der ICPN (Artikel 11.7) entspricht.
Bereits 2013 wird die Klade der Tethysaurinae durch Palci et al. auf Basis der Erstbeschreibung der Gattung Romeosaurus wieder aufgespalten in die Tethysaurinae (Pannoniasaurus + Tethysaurus) und ihre Schwesterngruppe, die Yaguarasaurinae (der letzte gemeinsame Vorfahr von Yaguarasaurus, Russellosaurus und Romeosaurus sowie alle seine Nachfahren).
Im Jahr 2017 wurde diese Unterteilung in zwei umfassenderen Analysen der Systematik der Mosasauroidea übernommen. Simões et al. finden sowohl Tethysaurinae als auch Yaguarasaurinae als klar monophyletische Schwesterngruppen im Nahbereich der Kladen Plioplatecarpinae und Tylosaurinae, also klar innerhalb der Mosasauridae, aber abseits der Mosasaurinae. Diese Arbeit weist in Bezug auf Pannoniasaurus allerdings einige Merkwürdigkeiten auf; so ist z. B. generell von „Pannoniasaurus osii“ die Rede, ein Taxon, das gar nicht existiert und in der Referenzliste wird eigentümlicherweise nicht auf die Erstbeschreibung durch Makádi et al. (2012) verwiesen, sondern auf die oben erwähnten geochemischen Analysen von Kocsis et al., 2009. Madzia & Cau, 2017 verwenden für ihre Analyse im Wesentlichen denselben Datensatz, mit Korrektur der oben angeführten Unzulänglichkeiten und führen mehrfache Berechnungen mit unterschiedlichen methodischen Ansätzen durch. Hier zeigt sich, dass die Tethysaurinae zwar stabil als monophyletische Gruppe verbleiben, je nach Berechnungsmethode jedoch ihre systematische Position innerhalb der Mosasauroidea stark wechseln und zum Teil aus der Gruppe der Mosasauridae herausfallen können.
Eine Position der Tethysaurinae und damit auch von Pannoniasaurus innerhalb der Mosasauridae kann zwar angenommen werden, ist aber offenbar nicht sicher belegt. Damit wird hier ebenfalls im Sinne von Makádi et al. (2012) von einer Position „incertae sedis“ innerhalb der Mosasauroidea ausgegangen.

## Palökologie

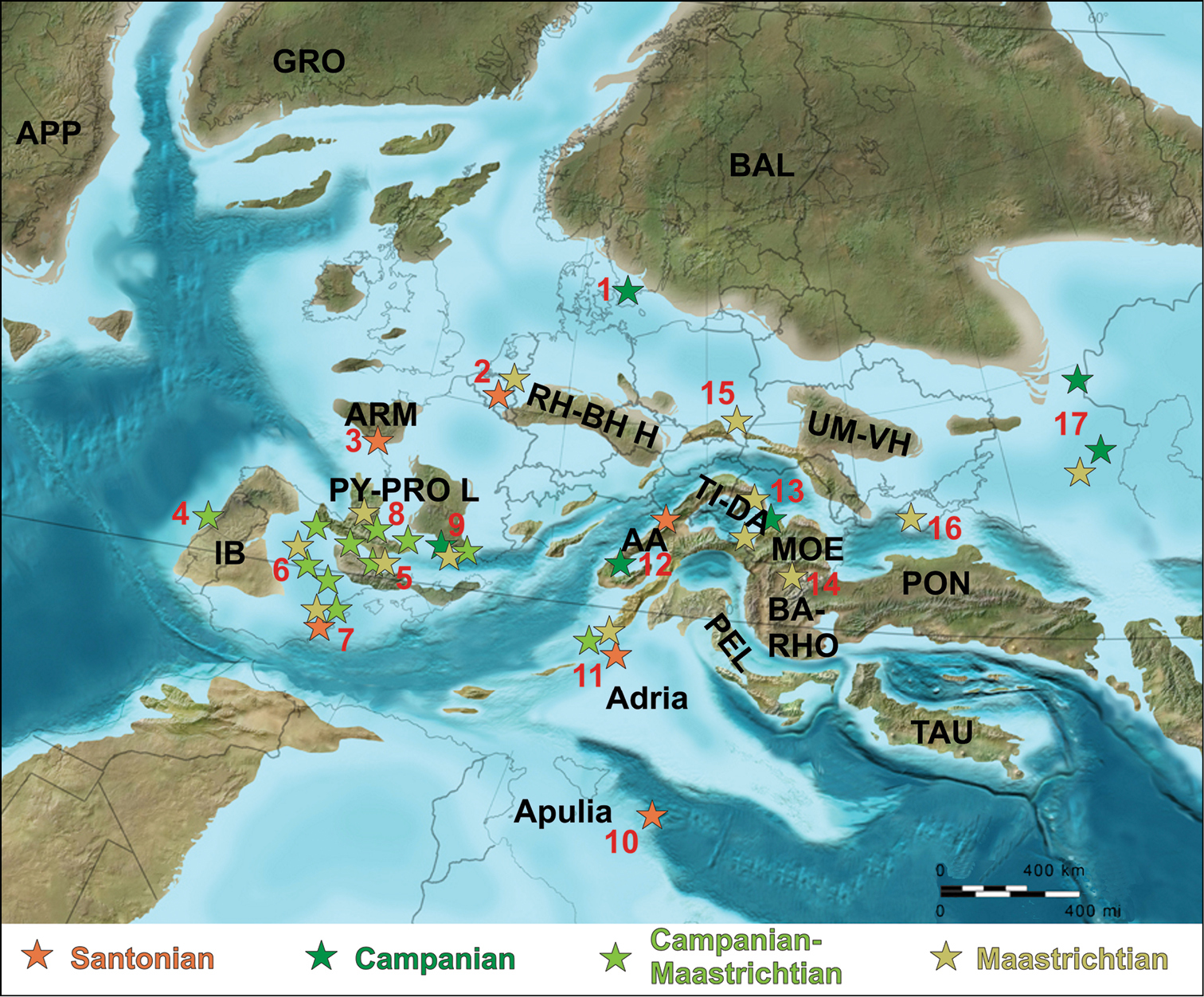
Paläogeographische Karte Europas für den Zeitraum Santonium–Maastrichtium, der orange Stern in Bildmitte bei der Nummer 12 markiert in etwa die Fundstelle von Pannoniasaurus; aus Csiki-Sava et al. (2015)

Für Pannoniasaurus wird eine Lebensweise vermutet, die im Wesentlichen jener der heutigen Flussdelfine gleicht.
Mitteleuropa bestand während der oberen Kreidezeit aus einer Ansammlung von größeren und kleineren, weitgehend voneinander isolierten Inseln („Europäischer Kreide-Archipel“). Die alluvialen Sedimente der Csehbánya-Formation wurden im Tiefland-Saum einer der größeren dieser Inseln in einer Schwemmebene abgelagert. Weiter zur Küste hin gingen die Schwemmebenen in die Süßwasser-Sümpfe und Seen der Ajka Kohle-Formation über. Beide Habitate dürften auch dem Lebensraum von Pannoniasaurus entsprochen haben.
Die Funde aus Frankreich deuten darauf hin, dass süßwasserbewohnende Vertreter der Mosasauroidea kein lokaler Einzelfall, sondern in der Oberkreide ein weiter verbreiteter Bestandteil der kontinentalen Ökosysteme des Europäischen Kreide-Archipels waren.